# Bene Erzsébet
Bene Erzsébet (Dr. Csillag Sándorné) (Budapest, 1931. január 25. –) magyar karikaturista, grafikus. Szignója: Bene.

## Életpályája
A gépipari technikum elvégzése után a Hadtörténeti Múzeumban, majd a Műszaki Egyetem Katonai Tanszékén dolgozott, később az Agrober-Elitinél kazántechnológus tervező 1950-től 1987-ig. Munka mellett ontotta rajzait minden olyan újságba, ahol humormellékletekben külsős karikaturistákat foglalkoztattak. Ilyenek voltak a Néphadsereg, Magyar Rendőr, Magyar Honvéd, Munkásőr, Polgári Védelem. A katonás belépő után az egyéb heti- és napilapoknál is sikeresen vette az akadályokat, és egyre ismertebb lett a szakmában. Szinte minden induló laphoz bejelentkezett: Magyar Ifjúság, Új Szabad Száj, Füles, Rajz Szex, Csízió, Borsszem Jankó, Ludas Matyi, Sült Galamb. Érdekelték a pikáns témák is, így a Móricka, Kis Malac, Dilibogyó című újságokban is publikált. Nyugdíjasként is folyamatosan készít karikatúrákat. 2000-től az új lehetőségek felé fordult, és a gombamód szaporodó rejtvényújságok nagy szállítójaként az Ügyes lapcsalád Fanny, Kápé, Kópé, Terefere, Eszes stb. újságoknak rajzol. Grafikusként néhány könyvet is illusztrált. Szignója: Bene, korábbi rajzait Csillag néven írta alá.

## Könyvek
Bene Erzsébet karikatúrái és könyvillusztrációi:
- Micsoda város! – Karikatúrák a 125 éves Budapestről (1998)
- Cseri István: Púpos teve és helikopter (2000)
- Ki mint véd úgy adat (2001)

## Lapok, amelyekben művei megjelentek
- Néphadsereg (1962)
- A Hazáért (1962)
- Jövő Mérnöke (1963)
- Magyar Horgász (1962–63)
- Kisiparos Újság (1963–65)
- Népsport (1963), Szabad Föld (1963–64)
- Modellezés (1964–65)
- Magyar Rendőr (1963–68)
- Füles (1963)
- Határvidék (1963–1974),
- Balatoni Híradó (1964)
- Magyar Hírlap (1968–72)
- Ezermester (1969–1991)
- Ludas Matyi (1966–70) (1993) (1996-99)
- Kutya (1969–73)
- Vicinális Dugóhúzó (1967)
- Szárnyaskerék (1967)
- Vöröskereszt Családi Lap 1964–66)
- Dolgozók Lapja (1965)
- Magyar Ifjúság (1967–1973)
- Ludas Matyi Magazin (1969–72)
- Egészségügyi Dolgozó (1968)
- Tollasbál (1976–83), ÁEV Híradó (1983)
- RTV Újság (1983)
- Kis Újság (1989)
- Munkásőr (1989)
- Őszidő (1989–90)
- Szabad Szó (1989)
- Tallózó (1989)
- T-Boy (1990–91)
- Szabad Száj (1989–92)
- Gyermekünk (1989)
- Új Szabad Száj Magazin (1990)
- Új Fórum (1990)
- 3V Verseny, Vállalkozás, Biztosítás (1990–1991)
- Kiáltás (1991–92)
- Csízió (1992)
- Kockáról Kockára (1992)
- Magyar Honvéd (1990–97)
- Lét-Kép (1990),
- A MEDOSZ Lapja (1991)
- Magyar Gazda (1991)
- Munkástanács (1992–93)
- Csíz (1992)
- Sült Galamb (1992)
- Kockáról kockára (1992–93)
- Magyar Vigyor (1992)
- Belváros-Lipótváros, majd Kék Belváros (2004–2006)
- Hírhozó (1993–1995)
- Új Gazda (1994–95)
- Új Borsszem Jankó (1994–95)
- Budapesti Újság (1994–1995)
- Rajzszex (1990)
- Kamarai Hírlap (1990)
- Kulcslyuk (1990)
- Nők Lapja (1994–1995)
- Ludas Matyi Rejtvénymagazin (1996)
- Mai Nap (1995) (1998–99)
- No Komplett (1996)
- Hegyvidék (1997–2004)
- Móricka (1998–2006)
- Dilibogyó (1998–99)
- Vesevilág (1998–2006)
- Jó Hírnök (1998–2006)
- Taxisok világa (1999–2000)
- Erosz (1999–2000)
- Hölgyvilág 2000 (1999–2006)
- Kis Malac (1999–2006)
- Ügyes (1998–2006)
- Ügyes Évkönyv (2000–2006)
- Vasárnapi Néplap (2001)
- Jó vicc (2000–2006)
- Kápé (2000–2006)
- Kópé (2000–2006)
- Kutyahús (2001)
- Com-X Magazin (2000-2001)
- Móricka Évkönyv (2002)
- Magyar Szabadság (2002)
- Sárga Televízió és Rádió Újság Kópé(2002–2006)
- Vasárnap Reggel (2003–2004)
- Hölgyvilág (2003)
- Fanny (2003–2006)
- Pató Pál (2003–2004)
- Eszes (2003–2006)
- Tere-Fere (2003–2006)

## Kiállítások
- Karikatúra kiállítás Kecskemét (kollektív)
- Világvége kiállítás. (Gazdagrét); (kollektív)
- Dohányzás kiállítás (Karikatórium) (kollektív)
- Budapest, Jókai Klub (1998). (önálló kiállítás)
- Best of 2004, 2005, 2006.
- ZENE GÖRBE TÜKÖRBEN (a V4-ek országainak nemzetközi tárlata) Svodín-Szőgyén (Szlovákia) (kollektív)

## Díjak, elismerések
- Poén pályázat - második helyezett (Kecskemét)
- Országos Karikatúra Pályázat (2004) Különdíj.